# Poncey-lès-Athée
 Poncey-lès-Athée  es una población y comuna francesa, en la región de Borgoña, departamento de Côte-d'Or, en el distrito de Dijon y cantón de Auxonne.

## Demografía
| 382 | 370 | 357 | 365 | 380 | 396 |
| Para los censos de 1962 a 1999 la población legal corresponde a la población sin duplicidades (Fuente: INSEE [Consultar]) |     |     |     |     |     |